# Inno di incoronazione
Un inno di incoronazione è un pezzo di musica corale scritto per accompagnare l'incoronazione di un monarca.
Molti compositori hanno scritto inni di incoronazione. Tuttavia i più noti furono composti da Georg Friedrich Händel per l'incoronazione del monarca britannico. I quattro inni di incoronazione di Händel usano il testo della Bibbia di Re Giacomo e furono originariamente commissionati per l'incoronazione di Giorgio II di Gran Bretagna, ma sono diventati lo standard per le incoronazioni successive. Essi sono Zadok the Priest (Zadok il sacerdote), Let Thy Hand Be Strengthened (Che la tua mano si rafforzi), The King Shall Rejoice (Il Re si rallegri) and My Heart Is Inditing (Il mio cuore sta inducendo). Ciascuno era originariamente un'opera separata, ma furono successivamente pubblicati insieme.

## Inni di incoronazione di Händel
Sebbene facessero parte del contenuto tradizionale delle incoronazioni britanniche, Händel raccolse i testi di tutti e quattro gli inni: una selezione personale da un'incoronazione precedente, quella di Giacomo II d'Inghilterra nel 1685. Uno degli ultimi atti di Giorgio I di Gran Bretagna prima della sua morte nel 1727 fu quello di firmare un "Atto di naturalizzazione di George Frideric Händel e altri". La prima commissione di Händel come soggetto britannico di recente naturalizzazione fu quella di scrivere la musica per l'incoronazione di Giorgio II di Gran Bretagna e della regina Caroline che ebbe luogo l'11 ottobre dello stesso anno. All'interno delle cerimonie di incoronazione Let thy hand be strengthened era suonata per primo, poi Zadok the Priest, quindi The King shall rejoice, e infine My heart is inditing all'incoronazione della Regina. Nelle incoronazioni moderne l'ordine è Zadok the Priest, Let thy hand be strengthened, The King shall rejoice e My heart is inditing, con l'ordine a volte invertito di Let thy hand be strengthened e The King shall rejoice.
Sin dalla loro composizione, i quattro inni sono stati popolari e regolarmente suonati in concerti e festival anche durante la vita di Händel. Lo stile cerimoniale degli inni differisce dalla sua musica per il teatro, così come la sua Musica per i fuochi d'artificio reali (quest'ultima scritta per esibizioni all'aperto) differisce dai suoi concerti strumentali.
I mezzi che aveva a sua disposizione furono i più importanti dell'epoca: il coro della Chapel Royal fu ampliato da 47 cantanti, con un'orchestra che raggiunse forse 160 persone. Il coro era diviso in 6 o 7 gruppi (con i tenori tenuti insieme) e una grande sezione di archi, composta da tre gruppi di violini (anziché i due che erano soliti).

### Zadok the Priest
Si pensa che Zadok the Priest (HWV 258) sia stato composto tra il 9 settembre e l'11 ottobre 1727.
Il testo di Zadok the Priest deriva dal racconto biblico dell'unzione di Salomone da Zadok e Nathan e della gioia della gente per questo evento. Queste parole sono state usate in tutte le incoronazioni inglesi a partire da quella di re Edgar a Bath Abbey nel 973, e l'impostazione di Händel è stata usata in tutte le incoronazioni britanniche dal 1727.  Viene eseguito tradizionalmente durante l'unzione del sovrano e il suo testo è estratto da 1 Re (1:38-40). La sua durata è di poco più di cinque minuti. È scritto in re maggiore per: due soprani, due alti, tenore, due bassi, coro e orchestra (due oboi, due fagotti, tre trombe, timpani, archi e continuo). La musica prepara una sorpresa nella sua introduzione orchestrale attraverso l'uso di stratificazioni statiche di trame di corde morbide, seguite da un'improvvisa entrata forte di tutti, aumentata da tre trombe.
La sezione centrale "E tutto il popolo gioì e disse" è una danza imitativa in 3/4 di tempo, principalmente con il coro che canta in una trama omofonica e un ritmo punteggiato nelle corde.
La sezione finale "God save the King..." è un ritorno al tempo comune (4/4), con la sezione "God save the King" in omofonia, intervallata dagli "Amen" che incorpora lunghe corse di semi-acqua che vengono prese a sua volta attraverso le sei parti vocali con le altre parti che cantano accordi vibranti che la accompagnano. Il coro termina con una larga cadenza plagale sull'Allelujah.

### Let Thy Hand Be Strengthened
Si pensa che Let Thy Hand Be Strengthened (HWV 259) sia stata composta tra il 9 settembre 1727 e l'11 ottobre 1727.
Il testo del secondo inno è tratto dal Salmo 89 (versetti 13-14). È diviso in tre parti: una luce allegra che inizia in sol maggiore, una melanconica, lenta sezione centrale in mi minore e una chiusura di Alleluia di nuovo in sol maggiore.

### The King Shall Rejoice
Si ritiene che The King Shall Rejoice (HWV 260) sia stato composto tra il 9 settembre 1727 e l'11 ottobre 1727.

### My Heart is Inditing
Si ritiene che My Heart is Inditing (HWV 261) sia stato composto tra il 9 settembre 1727 e l'11 ottobre 1727.

## Inni di incoronazione di altri compositori
Il genere di inni di incoronazione non era esclusivo di Handel. Le incoronazioni includevano fino a dodici inni e usavano testi di incoronazione formulaici, iniziando con l'inno per la processione all'inizio delle cerimonie di incoronazione (di solito "Oh Signore, concedi al re una lunga vita"). Altri compositori che hanno prodotto inni usati durante il servizio di incoronazione includono: